# Päijät-Häme
Päijät-Häme (Zweeds: Päijänne-Tavastland) is een Finse regio met 202.525 inwoners op een gebied van 5.713,73 km² (2021).

## Gemeenten
Het landschap Päijät-Häme kent de volgende gemeenten in 2022:
- Asikkala
- Hartola
- Heinola
- Hollola
- Kärkölä
- Lahti
- Orimattila
- Padasjoki
- Sysmä

Asikkala · Hartola · Heinola · Hollola · Kärkölä · Lahti · Orimattila · Padasjoki · Sysmä
Voormalige gemeenten:
Artjärvi · Hämeenkoski · Heinolan maalaiskunta · Nastola
Åland · Etelä-Pohjanmaa · Etelä-Savo · Kainuu · Kanta-Häme · Keski-Pohjanmaa  · Kymenlaakso · Lapin maakunta · Midden-Finland · Noord-Karelië · Österbotten · Päijät-Häme · Pirkanmaa · Pohjois-Pohjanmaa · Pohjois-Savo · Satakunta · Uusimaa · Zuid-Karelië · Zuidwest-Finland